# Стародавня Греція

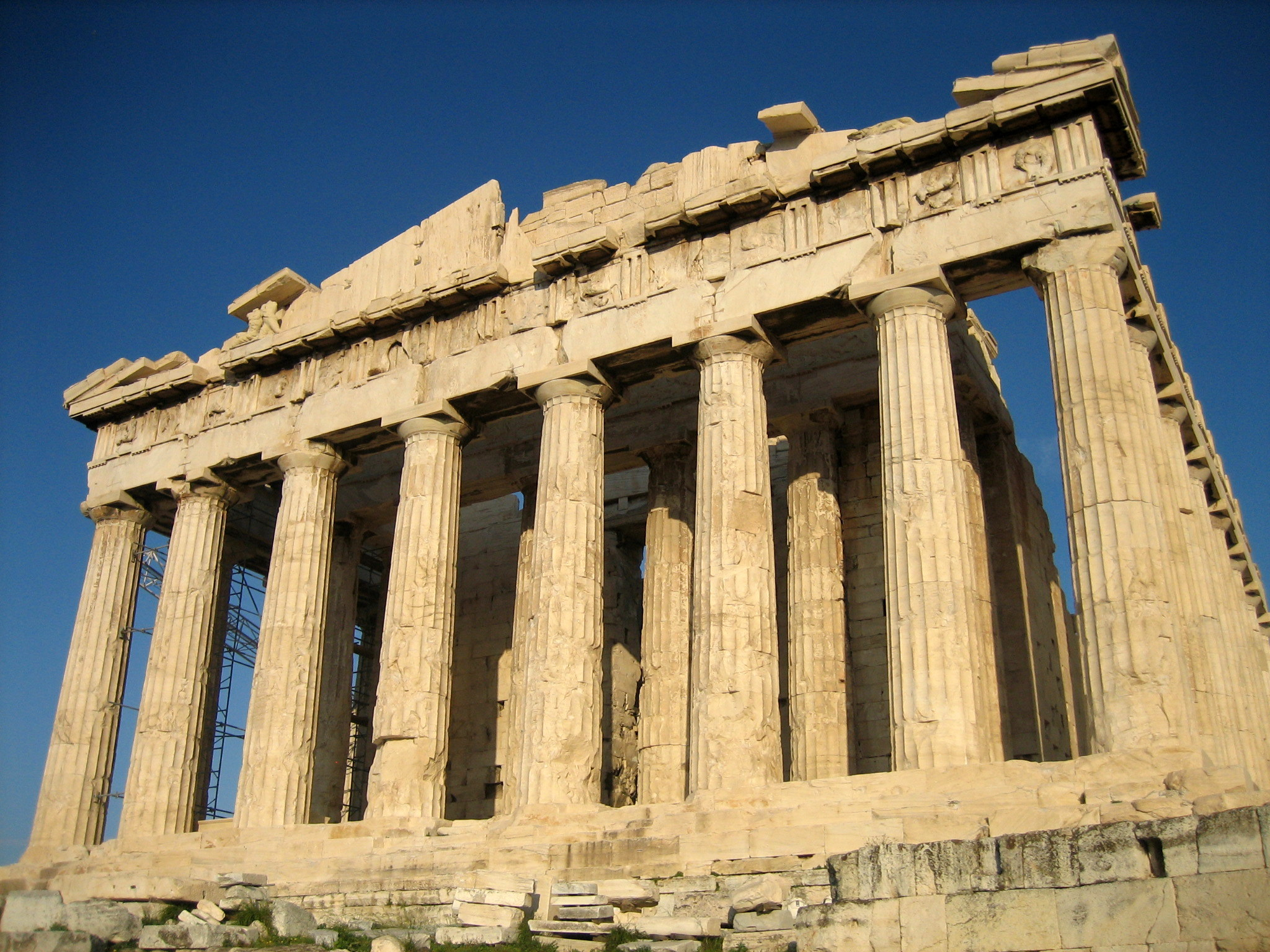
Храм Парфенон, що знаходиться на афінському Акрополі — один з найвідоміших символів Стародавньої Греції

38°30′ пн. ш. 23°00′ сх. д. / 38.5° пн. ш. 23° сх. д.
Старода́вня Гре́ція — цивілізація в історії Греції, яка існувала на Балканському півострові від III тис. до н. е. до початку Середньовіччя бл. 600 р. нашої ери. Найбільший її розквіт припав на класичний період V—IV ст. до н. е, який позначився численними суспільно-політичними та культурними досягненнями. Він почався з відсічі Афін перському вторгненню і продовжився завоюваннями Александра Македонського та елліністичним періодом.
Давньогрецька культура справила великий вплив на Римську імперію, яка поширила чимало її елементів територією Європи та басейну Середземного моря. Досягнення культури класичного періоду, перш за все філософія, вважаються основою Західної цивілізації. У цей період отримали початок або досягли розквіту також демократія, медицина, література і театр, музика, історія, наука і технології, скульптура, архітектура, спорт (Олімпійські ігри). До культурної спадщини Стародавньої Греції зверталися багато поколінь жителів Заходу.

## Крито-мікенський період
Ранній етап історії Стародавньої Греції носить назву крито-мікенський, або егейський. В III—II тисячоліттях до н. е. виникають перші держави у басейні Егейського моря — на острові Крит і півострові Пелопонес (міста Мікени, Пілос, Тиринф). Це були держави монархічного типу, подібні до давньосхідних деспотій, із розгалуженим бюрократичним апаратом та сильними общинами.
Поштовхом до початку досліджень англійського археолога Артура Еванса на Криті послужили сюжети давньогрецьких міфів про майстра Дедала, що побудував у Кноссі для царя Міноса палац-лабіринт, і про героя Тесея, що переміг мешканця лабіринту Мінотавра і знайшов зворотний шлях за допомогою «нитки Аріадни». Мікени були відкриті Генріхом Шліманом після розкопок в Малій Азії, де він відшукав легендарну Трою.
Наприкінці III — на початку II тисячоліття до н. е. наймогутнішим було Критське царство — таласократія, яка займала винятково вигідне географічне положення, мала потужний флот. Критські майстри тонко обробляли бронзу (але не знали заліза), виготовляли і розписували керамічний посуд зображеннями рослин, тварин, людей.

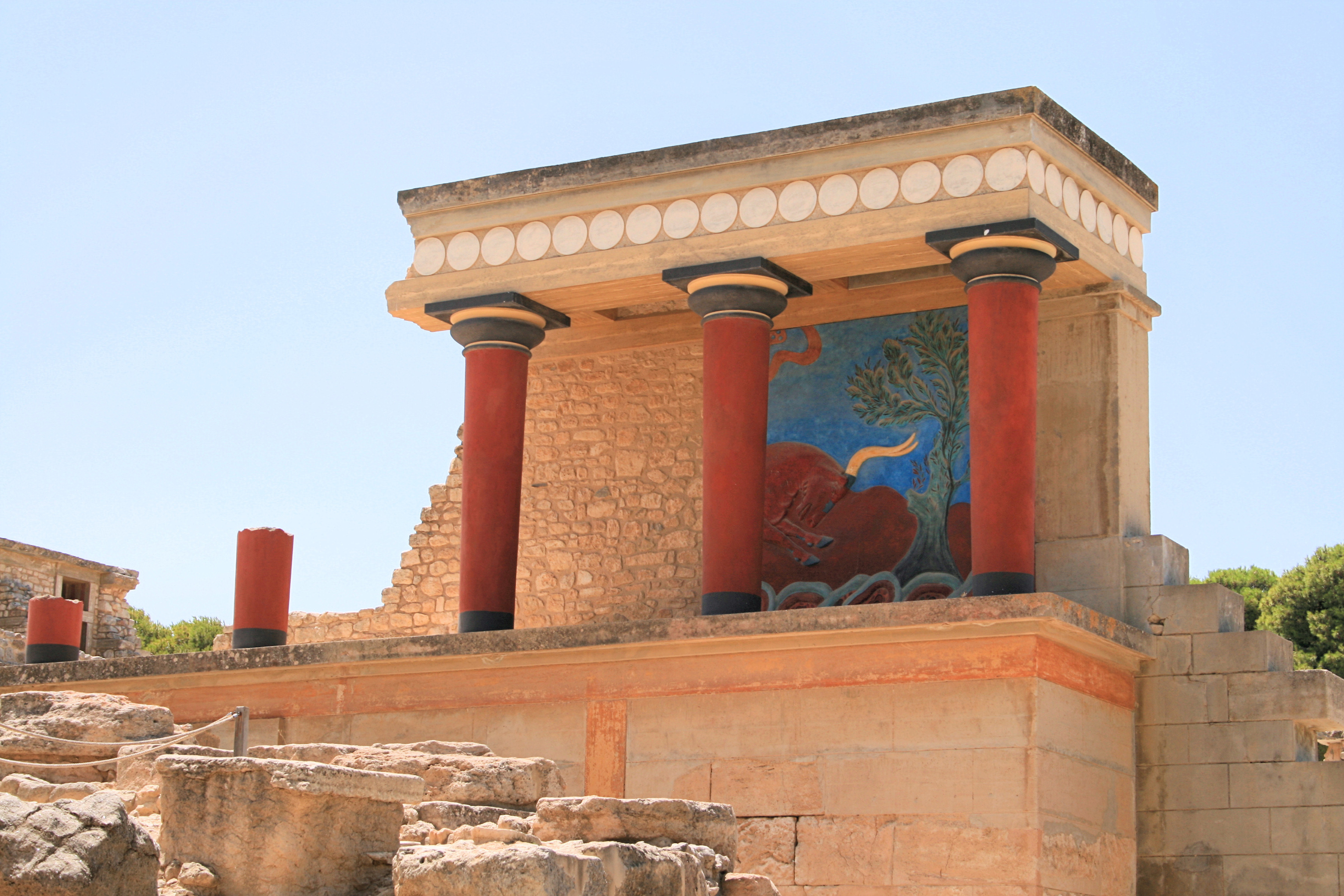
Червона колонада Кносського палацу

Донині вражають руїни царського палацу в Кноссі. Він являв собою багатоповерхову споруду, більшість приміщень якої сполучені складною системою переходів, коридорів і ніколи не мали зовнішніх вікон, освітлювалися через спеціальні світлові шахти. У палаці діяла система вентиляції і водопостачання. Стіни прикрашені прекрасними фресками. Одна із найзнаменитіших — «Парижанка» (нині в колекції Археологічного музею Іракліону) — так Артур Еванс назвав зображення молодої жінки із темним в'юнким волоссям.
Палац був центром і політичного, і релігійного життя держави Міноса. Поклонялись критяни богині Матері Део, служила верховна жриця — дочка Міноса, зображенням якої можуть бути велика і мала статуетки Богиня зі зміями. Інші артефакти вказують на те, що у релігійних уявленнях центральним був культ бика як уособлення Посейдона — бога моря і хитача землі (Крит та прилеглі острови часто потерпали від землетрусів): дах палацу прикрашали монументальні зображення рогів, у вигляді голови бика виготовляли ритуальні посудини, на одній із фресок зображена гра акробатів з биком — Таврокатапсія.
Кносс було зруйновано внаслідок виверження вулкана на острові Тіра, і Крит втратив своє панівне положення, імовірно, внаслідок, так званого, Мінойського виверження.
Так з середини II тисячоліття до н. е. центром грецької цивілізації стали Мікени, населені греками-ахейцями. Його оточували могутні оборонні стіни, складені з величезних, грубо обтесаних кам'яних блоків. Головні Левові ворота прикрашала трикутна стела із рельєфним зображенням двох левиць. Генріх Шліман знайшов також золоту усипальницю мікенських царів — гробницю Атрея — розташовані по колу підземні споруди із купольними склепіннями. Мікени очолили ахейців у Троянській війні, оспіваній в «Іліаді», яка приписується авторству Гомера.
Зникнення мікенської культури в XII столітті до н. е. пов'язують із вторгненням з півночі Балканського півострова дорійських племен, серед яких все ще панував родовий лад. Поневолення дорійцями корінних мешканців призвело до занепаду грецьких міст і їх культури, зокрема втрати ранньогрецької писемності (так зване, критське письмо).

## Полісний період

### Архаїчний період
Настання залізної доби мало величезне значення — метал став дешевим та доступним, що сприяло поступовому зростанню господарської самостійності окремої родини та ослаблення її залежності від родової організації. Відділення ремесел від землеробства позначило перехід до обміну, виробництва не тільки для власних потреб, але й для ринку, внаслідок чого активно розвиваються міста. Відтак в період VIII—VI століть до н. е. відбувається становлення полісів — розрізнених дрібних суверенних міст-держав, об'єднаних тільки спільністю мови, релігії, культурних традицій, політичних і торгових зв'язків. Економічно необхідним стає заснування нових колоній та збільшення числа рабів як основної робочої сили.
На VII—VI століття до н. е. припадає розквіт грецької колонізації у Середземномор'ї і Північному Причорномор'ї. Тільки вихідці з Мілета заснували 70 колоній на узбережжі Чорного моря. Водночас в самій Греції Дельфи із оракулом Аполлона та Олімпія із Храмом Зевса та Олімпійськими іграми набули значення загальногрецьких релігійних центрів найшанованіших богів. Грецька торгівля стала фактично міжнародною, мала збут і на західних, і на східних ринках. Натомість в Грецію ввозились раби, сировина, предмети розкоші, а також продукти харчування для все зростаючого населення полісів. У лідійців в VII столітті греки запозичили карбування монет.
Вже у VI столітті до н. е. розгортається боротьба демосу проти аристократії, в руках якої зосереджувалась земля. В Афінах архонт Солон запровадив низку реформ, а головне скасував боргове рабство, що заклало основи Афінської демократії. Проте опір аристократії був настільки потужним, що приборкати її могла тільки зброя. Так в грецьких містах сформувалася особлива форма тиранії, яка мала на меті захист селян та ремісників: в Коринфі — тиранія Кіпсела та Періандра; в Афінах — тиранія Пісістрата і подальші реформи Клісфена, на Самосі — тиранія Полікрата, а також тиранії міст Сікіону, Мілету, Ефесу тощо.
Наприкінці архаїчного періоду в багатьох полісах поширюється рабство, незалежно від форми організації полісу, зокрема в економічно потужному Коринфі та демократичних Афінах. Водночас в олігархічній Спарті, на Криті та в Аргосі побутували певні риси родового ладу, а в громадах Етолії, Акарнанії та Фокіди зберігалось натуральне господарство. На тлі такого багатоманіття і з політичних, і з економічних причин грецькі міста починають суперництво, виникає Пелопоннеський союз, очолений Спартою, — військовий союз міст Пелопоннесу для спільного ведення воєн та придушення повстань ілотів.

### Класичний період
Класичний період — доба найвищого розквіту давньогрецького суспільства і культури, який припав на V—IV століття до н. е. Найвпливовішим політичним і культурним центром після перемоги у греко-перських війнах стали Стародавні Афіни, які стояли на чолі оборонного Делоського союзу серед полісів островів Егейського моря, його західного, північного та східного узбережжя. Своєї максимальної могутності і культурного розквіту Афіни досягли, коли на чолі держави став видатний політичний діяч, полководець, прихильник демократичної партії Перикл, що 15 разів обирався стратегом. Цей період відомий в історіографії як «Золоте століття Перикла», хоча був відносно нетривалим.
Перенесення скарбниці Делоського союзу з Делоса в Афіни, стягнення плати — форосу з союзників, обмеження вільної торгівлі на морі, каральні експедиції, клерухії — все це викликало у союзників обурення і бажання звільнитись від зобов'язань. Паралельно назрівали й конфлікти поза союзом: економічна боротьба між Афінами та Коринфом в сфері торгівлі, зі Спартою — за верховенство в Греції. 431 до н. е. почалась наймасштабніша війна в історії Стародавньої Греції — Пелопоннеська війна, що закінчилась нищівною поразкою Афін, втратою володінь і привілеїв, а Спарта встановила свою гегемонію.
Наростала «криза полісу»: ріс внутрішньополісний антагонізм між біднотою та багатіями; вивищувались метеки (чужоземці в полісі), розповсюдження рабства не давало змоги знайти найману працю, єдиним засобом існування залишалося ведення війни (тому нерідко грецькі найманці воювали і в армії персів). Часті міжусобні війни ще більше послаблювали поліси, вони вже не були спроможними захистити своїх громадян. Зрештою 395 до н. е. спалахнула Коринфська війна, в результаті якої Персія нав'язала грекам принизливий Анталкідів мир, за виконанням якого мала стежити Спарта. Таким чином вона ставала головним ворогом, для боротьби зі Спартою створений Другий Афінський морський союз. Хоча Фіви перемагають Спарту при Левктрах, спроба Афін нав'язати свою волю призводить до нової Союзницької війни, і союз розпадається.
В період слабкості грецьких полісів розпочинає своє вивищення Македонія. Цар Філіпп ІІ Македонський послідовно завойовує Фессалію, Фокіду, Халкіду і Фракію. Антимакедонська коаліція, ідеологом якої виступав Демосфен, зазнала нищівної поразки у битві при Херонеї 338 до н. е. До 337 до н. е. створено Коринфський союз грецьких держав на чолі із Македонією, скрізь введено македонські гарнізони і встановлено олігархічні режими.

## Елліністичний період
Новий етап в історії країн Східного Середземномор'я — етап еллінізму — починається з походів Александра Македонського (IV століття до н. е.) і закінчується завоюванням елліністичних держав Стародавнім Римом у I столітті до н. е. (останнім був захоплений Єгипет). Македонія, що завоювала Грецію, повністю сприйняла її культуру, тож після звитяжних походів Александра Македонського давньогрецька культура розповсюджується по завойованих східних країнах. В свою чергу, підкорені народи були носіями власної давньої культури і самі впливали на античну культуру.

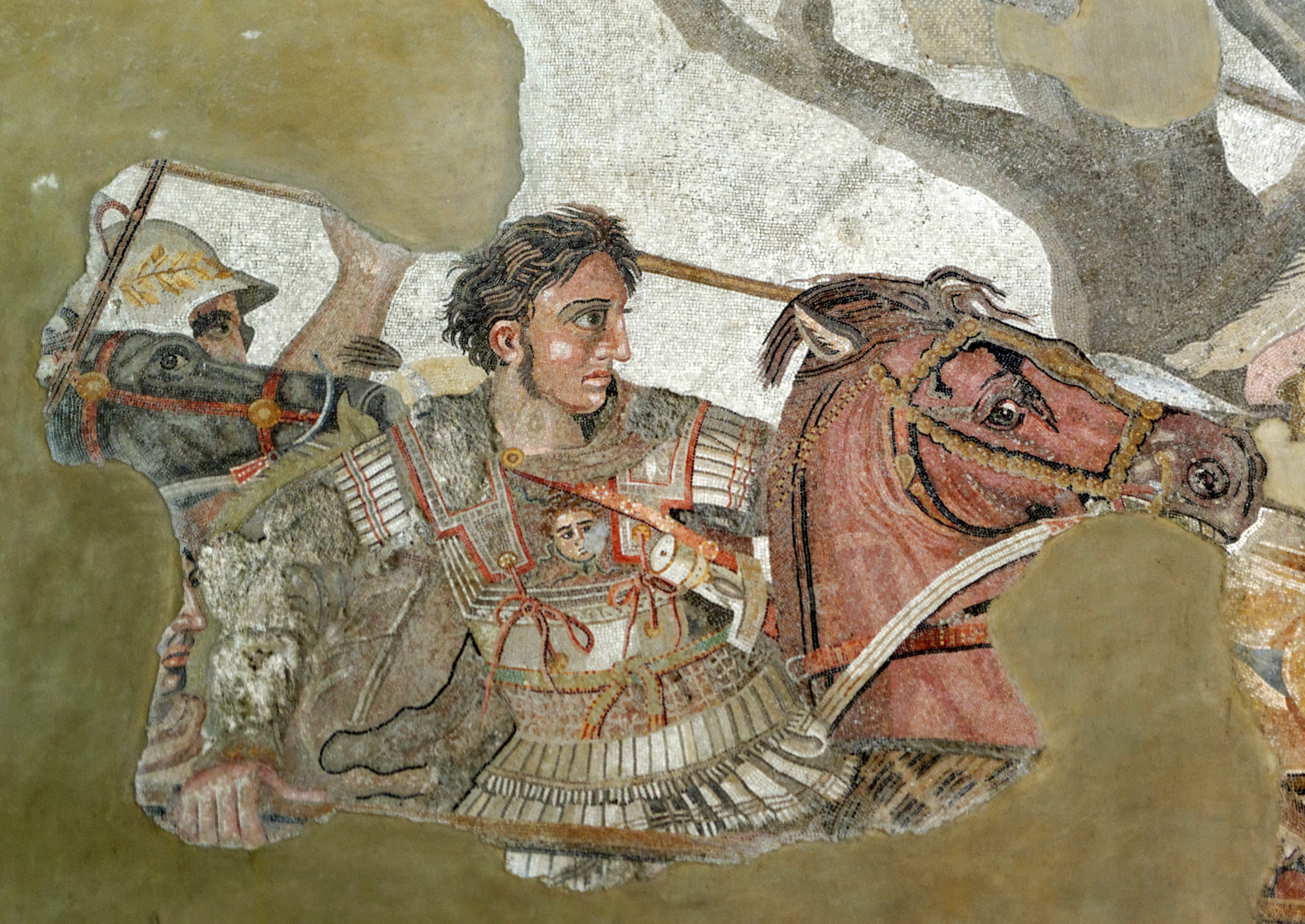
Фреска «Мозаїка Александра», що зображує битву при Іссі: Александр Македонський на своєму коні Букефалі

Битва при Херонії і завоювання греко-македонської армії на сході під командуванням Александра Македонського відкрили період еллінізму. Монархія Александра розпалася одразу після його смерті 323 до н. е. Довга боротьба діадохів і їх наступників — епігонів — призвела до створення низки самостійних елліністичних держав (найбільшими з них були монархії Селевкідів, Птолемеїв і власне Македонія). Для Греції елліністичного періоду характерне переважання держав і союзів воєнізованого типу (Македонія, Ахейський союз, Етолійський союз, деякий період — Спарта), які продовжували оскаржувати панування в Греції.
У більшості держав при владі перебували олігархія чи царі. Боротьба держав на чолі з Афінами проти Македонії після смерті Александра (Ламійська війна) закінчилася перемогою Македонії і розправою із грецькими демократами. Після вторинної поразки у Хремонідовій війні (267—261 роки до н. е., названа на честь афінського полководця Хремоніда) Афіни були розгромлені, ставши цілком залежними від Македонської монархії. Однак Македонія не змогла відновити свою владу над усім Балканським півостровом. Проти неї боролися два нових могутніх союзи — Ахейський (відновлено близько 280 до н. е.) та Етолійський (створений близько 320 до н. е.).
Ахейський союз охоплював більшу частину Пелопоннесу (крім Спарти, яка увійшла в союз після 192 до н. е.) і найбільші міста (Сікіон, Коринф, Мегари). У Етолійський союз, крім Етолії, входили райони Середньої Греції (крім Афін), південна Фессалія та деякі інші міста. Боротьба наступників Александра, а пізніше Македонії і двох союзів за владу в Греції призводила до масового руйнування міст, продажу греків у рабство, заселення центрів новими колоністами. Спустошували грецькі міста й пірати, яких використовували етоляни, продаючи їм у рабство жителів захоплених міст (з однієї тільки Лаконіки було продано до 50 тисяч осіб). Результатом боротьби були повільна агонія міст, розорення середніх верств, зростання бідноти, хвилювання якої ставали звичайним явищем (у Коринфі, Аргос, Мілеті).

## Римське завоювання
Після поразки, завданої римлянами Македонії у битві при Кіноскефалах 197, римляни постійно втручалися у внутрішні справи греків, підтримуючи олігархічні шари проти демократії. Влітку 196 римський полководець Тіт Квінкцій Фламінін проголосив на Істмійські іграх «свободу» греків, віра в яку на короткий термін зробила Рим популярним у Греції. З цього часу Греція постійно перебувала під римським впливом. Македонія втратила політичне значення, а в 148 році, після придушення повстання Андріска, була перетворена разом з Іллірією та Епіром на римську провінцію. Етолійський союз римляни розпустили. У 146 був розгромлений й Ахейський союз. Таким чином фактично вся Греція опинилася під владою Рима. З утвердженням Римської імперії у 27 до н. е. Греція була перетворена на римську провінцію Ахайя (крім Афін, які номінально вважалися вільним містом) і мало чим вирізнялася серед інших східних провінцій Римської імперії. З 4 століття нашої ери Греція склала ядро Східної Римської імперії — Візантії.

## Культура Стародавньої Греції

### Міфологія

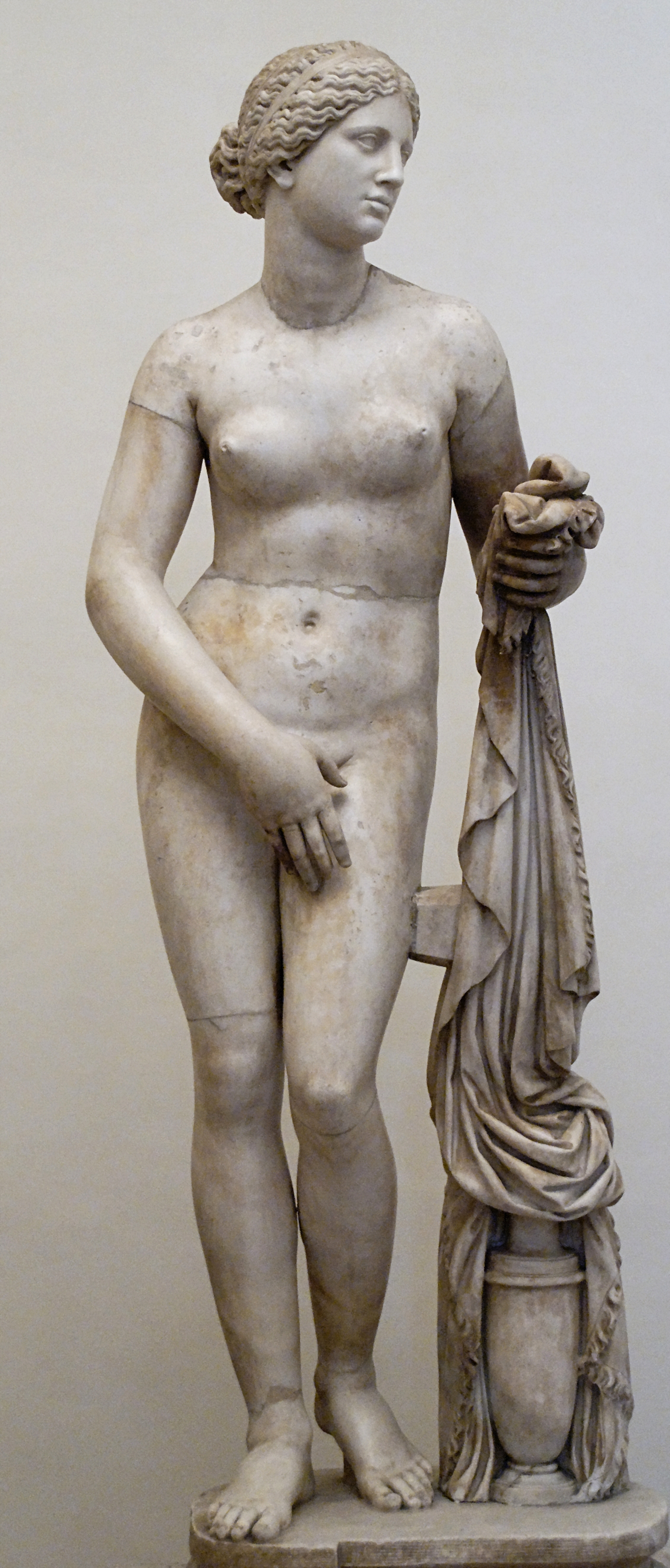
Афродіта Кнідська

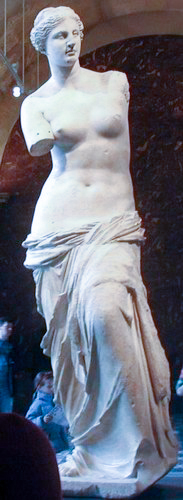
Венера Мілоська

Об'єднавчу, формоутворюючу роль для всієї давньогрецької культури грала міфологія. Вона почала складатися ще в крито-мікенський період. Найдавнішими були божества, що втілювали сили природи. Від союзу Геї — землі і Урана — неба з'явилися титани, старшим був Океан, молодшим — Кронос.
За міфологією Кронос вирішив помститися своєму батькові за те, що він ув'язнив його братів циклопів у Тартарі. Поки Уран спав Кронос завдав йому тяжкого удару (кастрував його) і став царем усіх богів.
Діти Кроноса — боги на чолі із Зевсом у суворій сутичці з титанами отримали перемогу і розділили владу над світом.
Гора Олімп вважалася помешканням дванадцяти верховних богів на чолі із Зевсом. Громовержець Зевс став царем богів і людей, Посейдон — морів, джерел і вод, Аїд — похмурого підземного царства. Гера — дружина Зевса — була покровителькою шлюбу і сім'ї, одна сестра Зевса — Деметра — богинею родючості, інша — Гестія — покровителькою домівки. Улюблена дочка Зевса Афіна шанувалася як богиня військової мудрості і мудрості взагалі, вона протегувала знанням і ремеслам.
Згідно з міфом, Афіна з'явилася з голови Зевса у повному бойовому вбранні — у шоломі і панцирі. Богом війни був Арес. Гермес — спочатку бог скотарства і пастухів, пізніше шанувався як вісник олімпійських богів, заступник мандрівників, купців, бог торгівлі, винахідник міри і пастушачої флейти. Артеміда спочатку була богинею родючості і покровителькою тварин і полювання, богинею Місяця, пізніше вона стала покровителькою жіночої цнотливості і охоронницею породіль. Аполлон — брат Артеміди, божество сонячного світла, освіти, медицини, мистецтва, що втілюється його супутницями — дев'ятьма музами. Ще одна дочка Зевса — Афродіта, що народилася з піни морської біля острова Кіпр, богиня любові і краси.
З античних зображень Афродіти найвідоміші: Афродіта Кнідська роботи Праксителя (IV століття до н. е.) і особливо Венера Мілоська (II століття до н. е.), які знаходяться у паризькому Луврі. Чоловіком Афродіти був бог-коваль Гефест. Діоніс — найвеселіший серед богів, заступник виноградарів і виноробів, йому присвячувалися бучливі свята в кінці сільськогосподарського року — Діонісії. Крім олімпійських богів існувала безліч інших (переважно — місцевих, локальних) богів, що мали свої функції.
Боги в уявленні греків володіли людським виглядом, людськими бажаннями, думками, почуттями, навіть людськими вадами і недоліками. Вони суворо карали тих, хто намагався наблизитися до них за красою, розумом і могутністю. Особливе місце займає міф про титана Прометея — захисника людей від свавілля богів. Прометей викрав з Олімпу вогонь і передав його людям, за що Зевс прикував його до скелі і прирік на вічні муки. Крім міфів про богів існували легенди про героїв, найулюбленішим з яких був Геракл, що здійснив дванадцять великих подвигів. Міфи і легенди про богів і героїв складалися у цілі цикли, що стали надалі джерелом сюжетів для літератури, драматургії і скульптур.
Паралельно із міфологією розвивалася культова практика — жертвопринесення і молитви, що проходили у храмах. Кожне місто мало бога — заступника. Афіна вважалася покровителькою Афін. Олімпія була центром поклоніння Зевсу, якому і присвячувалися тут спортивні Олімпійські змагання. Місце головного святилища Аполлона — Дельфи, де знаходився найвідоміший дельфійський оракул (оракул — місце у святилищі, де отримували відповідь божества на задане питання, або саме прорікання божества), як вважали греки, тут знаходився відмічений особливим каменем центр Землі.
Людяні, пройняті гармонією образи грецької міфології, стали ґрунтом для розвитку давньогрецького мистецтва. Міфологія давніх греків здійснила вирішальний вплив на формування давньоримської міфології і релігії. В епоху Відродження вона була активно включена в європейський культурний процес. Досі до неї не слабшає і науковий, і пізнавальний, і естетичний інтерес.

### Наука
Вже у давньогрецькій міфології виразно видно прагнення дати всеосяжну картину світу, знайти пояснення всьому сущому. Ті ж пошуки вже на іншому світоглядному рівні були продовжені вченими Давньої Еллади. Саме в античній культурі наука вперше в історії людства виділяється у самостійну сферу. Є всі підстави вести мову не просто про накопичення наукових знань (що знаходилися, як правило, у руках жерців), а про розвиток професійної науки.
Нескороминуще значення має антична філософія. У Давній Греції зароджується філософія як наукова теорія, розвивається система понять, ставляться і отримують своє оригінальне рішення основні філософські проблеми. Одним з найважливіших досягнень давньогрецької філософії є розробка космологічних питань — про походження Всесвіту, про природу людини.
Традиція вважає Фалеса першим грецьким філософом, астрономом і математиком. Він здійснив далекі подорожі для придбання знань. Його ім'ям відкривається перелік «семи мудреців», йому приписують багато гном: «Пізнай самого себе», «Більше усього простір, тому що він все у собі містить», «Сильніше усього необхідність, бо вона має над усім владу», «Мудріше усього час, бо він все відкриває». Першоосновою усього сущого Фалес вважав воду — «розумну і божественну». Фалес стоїть біля витоків деміфологізації світу: Зевса він вважав світовим розумом, богів — діючими у світі силами. Фалес став фундатором стихійно-матеріалістичної школи філософії.
Найвиднішими представниками цієї школи були Анаксимандр, який дав перше формулювання збереження матерії; Анаксімен, згідно із вченням якого все суще відбувається з першоматерії — повітря — і зворотно в неї повертається; Демокрит, що відстоював атомістичну («атомос» — неподільний) концепцію будови світу. У становленні діалектики величезну роль відіграв Геракліт, у постановці і глибокій розробці соціально-етичних проблем — Сократ. Його учень Платон став основоположником філософської школи об'єктивного ідеалізму, одним з найбільших філософів всіх часів.

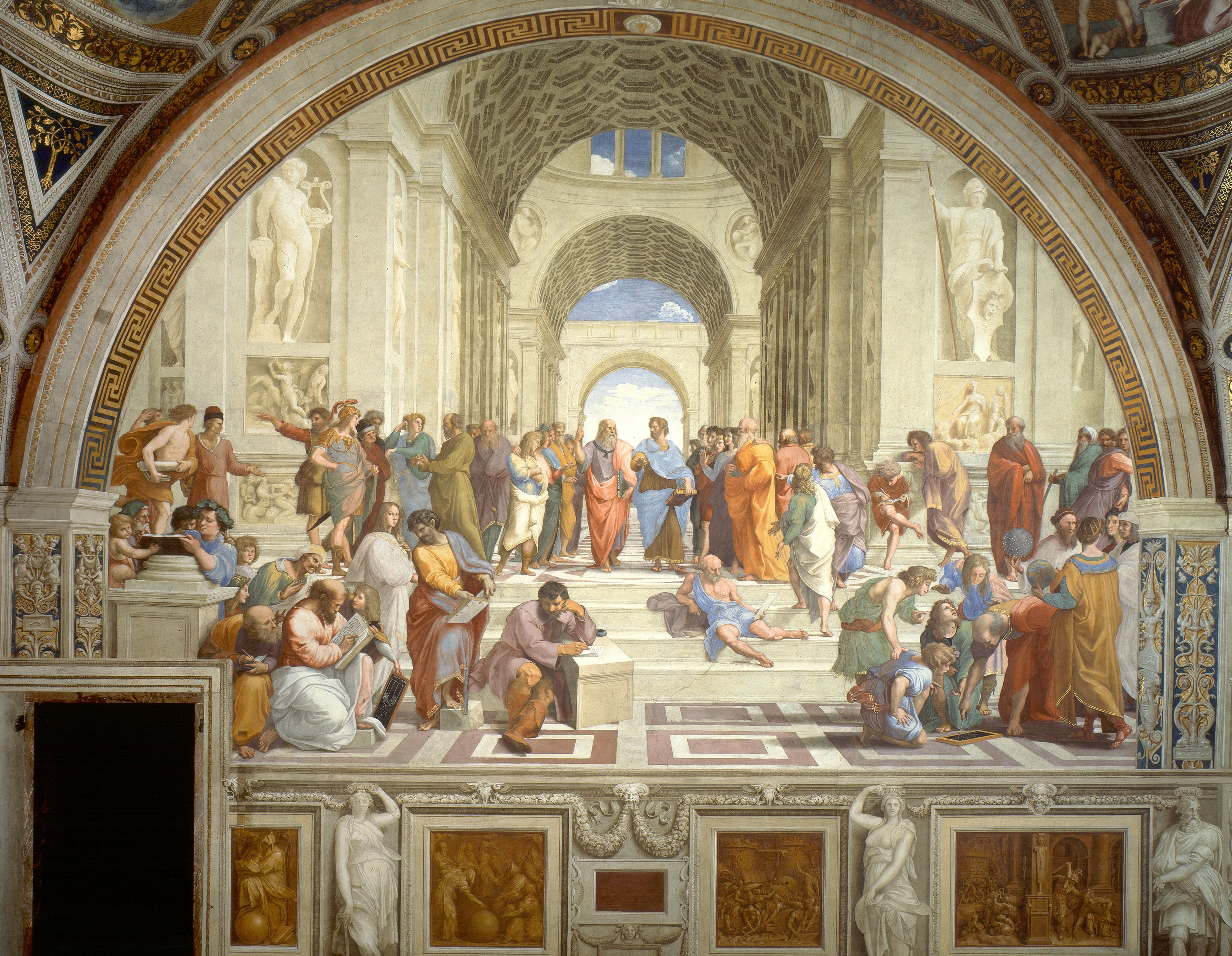
Фреска Платонівська академія, Рафаель Санті

Аристотель — найзнаменитіший з енциклопедичних розумів в історії людства, в своєму вченні спробував з'єднати сильні сторони поглядів Демокрита і Платона, здійснив величезний вплив на філософські напрями Середньовіччя і Нового часу. Відмінною рисою філософських творів елліністичного часу, коли розірвався досить замкнений світ грецьких полісів, є посилення уваги до окремої людини і його проблем. Філософія Епікура свою задачу вбачала у звільненні людини від страху перед смертю і долею, він заперечував втручання богів у життя природи і людини, доводив матеріальність душі. Життєвим ідеалом філософської школи стоїцизму були незворушність і спокій, які повинна зберігати людина на противагу світу, що змінюється. Основною чеснотою стоїки вважали розуміння (тобто знання того, що є добро і зло), мужність і справедливість.
Історична наука Стародавньої Греції передусім асоціюється з іменем Геродота. Він багато подорожував: відвідав Малу Азію, Стародавній Єгипет, Фінікію, різні міста балканської Греції, узбережжя Чорного моря, де збирав, зокрема, відомості про скіфів. Головна праця Геродота — «Історія», яка присвячена найважливішій політичній події грецької історії — греко-перським війнам. Попри те, що «Історія» не завжди відрізняється цілісністю і повною науковістю, факти, які наводяться в ній, переважно достовірні. Важлива праця Геродота і для вивчення минулого народів, що жили на території сучасної України. Саме Геродот дає перший в античній літературі системний опис життя і побуту скіфів.
Досить рано стали узагальнюватися медичні знання. Верховним заступником медицини, богом-цілителем вважався один з олімпійських богів — Аполлон. Богом власне медицини став Асклепій, причому чимало вчених зараз вважають, що у цього міфологічного персонажа був історичний прообраз, реальний майстерний лікар. У Греції склалося декілька наукових медичних шкіл, найвідоміші — Кнідська (місто Кнід) і Косська (на острові Кос). Представником останньої був Гіппократ, що жив у класичну епоху. Його міркування про причини хвороб, про чотири темпераменти, про роль прогнозу при лікуванні, про морально-етичні вимоги до лікаря здійснили великий вплив на подальший розвиток медицини. Клятва Гіппократа і сьогодні є моральним кодексом лікарів всього світу. Перший систематичний підручник з анатомії тварин склав Діокл. Значними медичними центрами були міста Великої Греції, найяскравішим представником якої був Філістіон.
Епохою успішного розвитку науки був еллінізм. Для цього етапу характерний успішний розвиток багатьох нових наукових центрів, особливо в елліністичних державах на Сході. Синтезом накопичених до того часу математичних знань можна вважати працю Евкліда, що жив в Александрії, «Елементи» (або «Початки»). Викладені в ньому постулати і аксіоми, дедуктивний метод доказів служили впродовж віків основою геометрії. З іменем Архімеда із Сиракуз на острові Сицилія пов'язане відкриття одного з основних законів гідростатики, початок числення нескінченно великих і малих величин, ряд важливих технічних винаходів. Пергам став центром вивчення грецької філології, тут Діонісій Фракійський створив першу граматику.
На основі трудів вавилонських вчених отримала подальший розвиток астрономія. Так, наприклад, Селевк Вавилонський намагався обґрунтувати положення, що Земля і планети обертаються навколо Сонця по кругових орбітах. Походи Александра Македонського значно розширили географічні уявлення. Дикеарх склав карту світу. Ератосфен з Кирени обчислив довжину екватора Землі, отримавши результат, близький до правильного (при цьому вчений виходив із гіпотези про кулясту форму Землі). Вивчалися вулканічні й метеорологічні явища, були відкриті мусони та їх практичне значення. Помітно просунулося вивчення людини. Герофіл виявив нерви і встановив їх зв'язок із мозком, він же висловив припущення, що з мозком пов'язані розумові здібності людини. Ерасистрат вивчав анатомію серця, набуло розвиток дослідження ветеринарної медицини, зокрема Гієроклом, важлий внесок у фармакологію зробили Зопір та Філон Тарсійський.
Найбільшим науковим центром елліністичного світу були Александрійський мусейон та бібліотека Александрії, що нараховувала більш ніж півмільйона книг. Сюди приїжджали працювати видатні вчені, поети, художники з усього Середземномор'я.

### Освіта

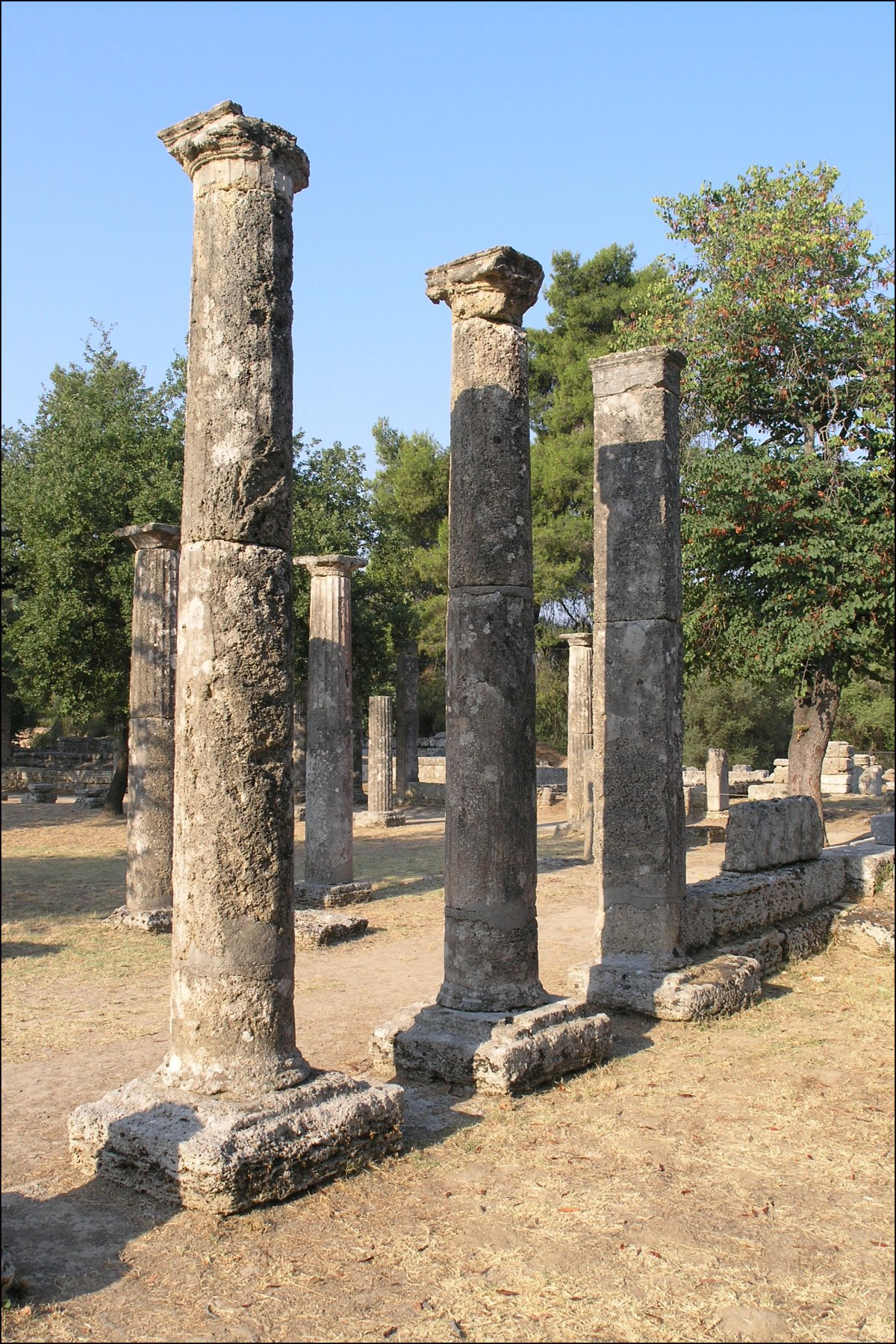
Гімназія (палестра) в Олімпії

У ході розвитку античної духовної культури поступово виробляється ідеал людини, який передбачає гармонію, поєднання фізичної і духовної краси. З цим ідеалом співвідносилася вся система виховання і освіти, унікальна для свого часу. Саме в полісах Еллади уперше в історії постало завдання навчання дітей усього вільного населення (мова йшла насамперед про хлопчиків). Причому увага зверталася як на придбання наукових знань, так і на фізичний розвиток, на засвоєння морального кодексу вільного громадянина. Існували приватні і державні навчальні заклади. На структурі освіти відбивалися політичні відмінності між полісами. У визнаному центрі освітництва — Афінах — з їх демократичним республіканським ладом оформилася наступна система навчання. Перші шкільні закони були складені давньогрецьким поетом і державним діячем Солоном. У них було передбачено, що шкільний вчитель повинен час від часу складати іспити, щоб підтвердити своє право вчити інших. Заняття в школах проводились лише при денному освітленні. Якщо батько не віддавав сина до школи, то син міг не утримувати батька в старості. Шкільний вчитель обов'язково показував дітям основні гімнастичні вправи, яким будуть навчати в гімназії. Серед афінських вчителів проводились змагання в декламації і різних видах атлетики.
Після домашнього виховання хлопчики з семи років починали вчитися у нижчій школі, що називалася дідаксалеон (від грецького «дідактікос» — повчальний). Тут навчали грамоти, літератури, починаючи з Гомера, музики, арифметики, малювання. Більш поглиблене вивчення предметів з доповненням початків астрономії і філософії продовжувалося у другому рівні початкових училищ — граматичній школі (від 12 до 15 років). Навчання фізичній культурі велося одночасно, в спеціальному комплексі — палестрі. Всі ці типи навчальних закладів в Афінах належали приватним особам. Але афіняни навчали за державні кошти тих дітей, батьки яких загинули на полі бою, захищаючи Вітчизну.
Завершувалася загальна освіта у гімназії, де юнаки 16-18 років удосконалювалися в науках, в число яких входили риторика, етика, логіка, географія, а також у гімнастиці. Гімнасіями відала держава, для них будувалися монументальні будівлі. Заможні громадяни вважали за честь зайняти виборну посаду керівника гімнасії, попри те, що вона була пов'язана із великими особистими витратами. Гімназії були центрами інтелектуального життя поліса, в Афінах їх було декілька. При кожній гімназії обов'язково існувала бібліотека. Найбільш прославилась Платонівська академія, де вів бесіди зі своїми учнями Платон, і Лікейон, заснований Арістотелем. Після гімнасії можна було стати ефебом — учнем вищого навчального закладу, які в полісну епоху були військовими, а в елліністичну докорінно змінилися і стали цивільними. Своєрідною формою вищої освіти можна вважати гуртки, що групувалися навколо великих вчених.
У Спарті контроль держави над розвитком особистості був досить жорстким. За переказами, новонароджених оглядали члени герусії (міської ради старійшин) і відбирали тільки здорових дітей. Кволих і хворобливих скидали в провалля Тайгетського хребта. Існувала система державного шкільного навчання, обов'язкова для кожного спартанця від 8 до 20 років. Вчилися в школах, на відміну від Афін, і хлопчики, і дівчата, але у Спарті дитину відривали від сім'ї. Хлопців, починаючи з 12 років, ділили на загони, на чолі кожного загону ставився прен (старший і найавторитетніший хлопчик). Основними елементами навчання були: полювання, релігійні та військові танці, різноманітні фізичні вправи. Розумовий розвиток був особистою справою кожного спартріата.

### Література

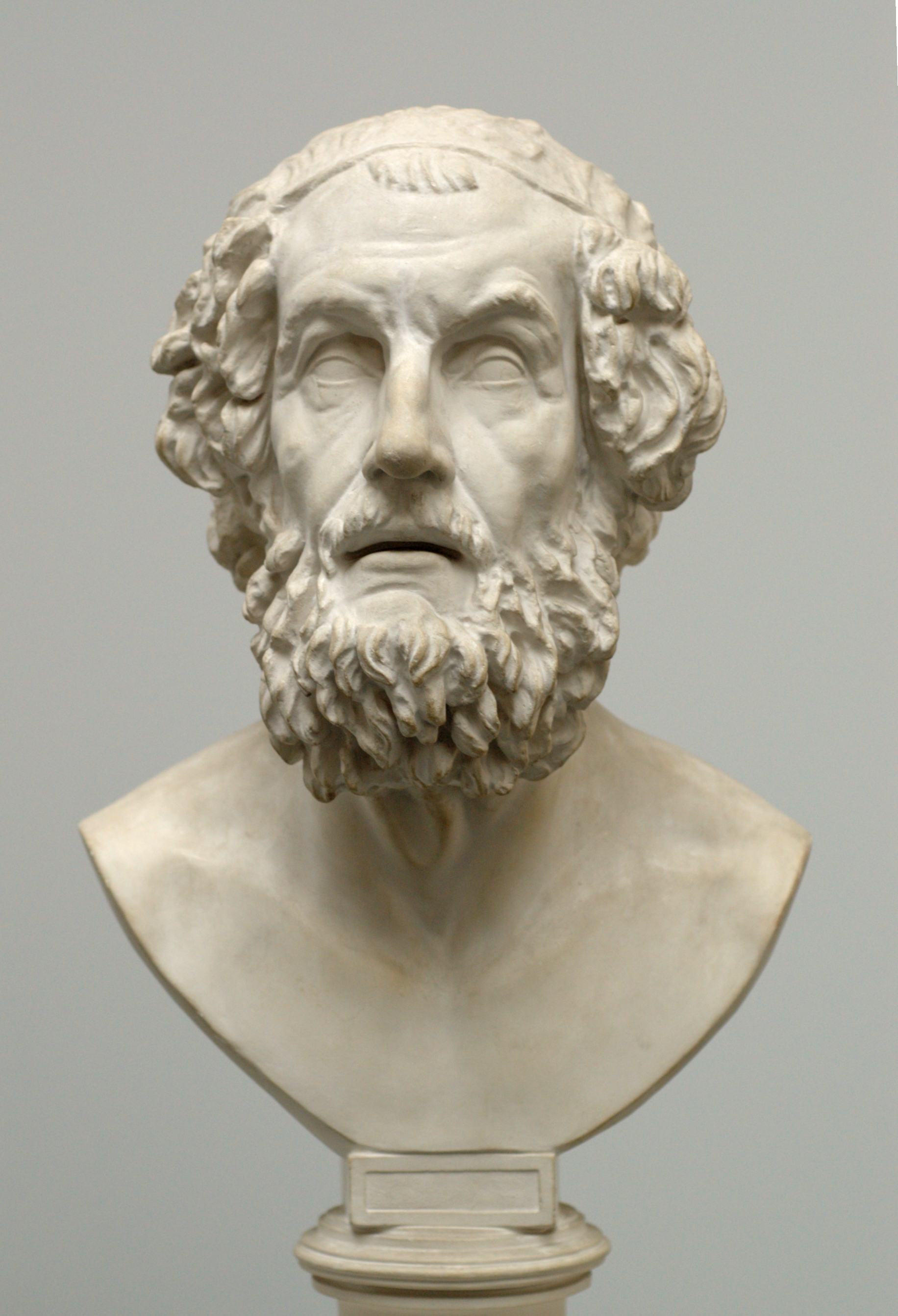
Авторству Гомера приписуються «Іліада» та «Одіссея»

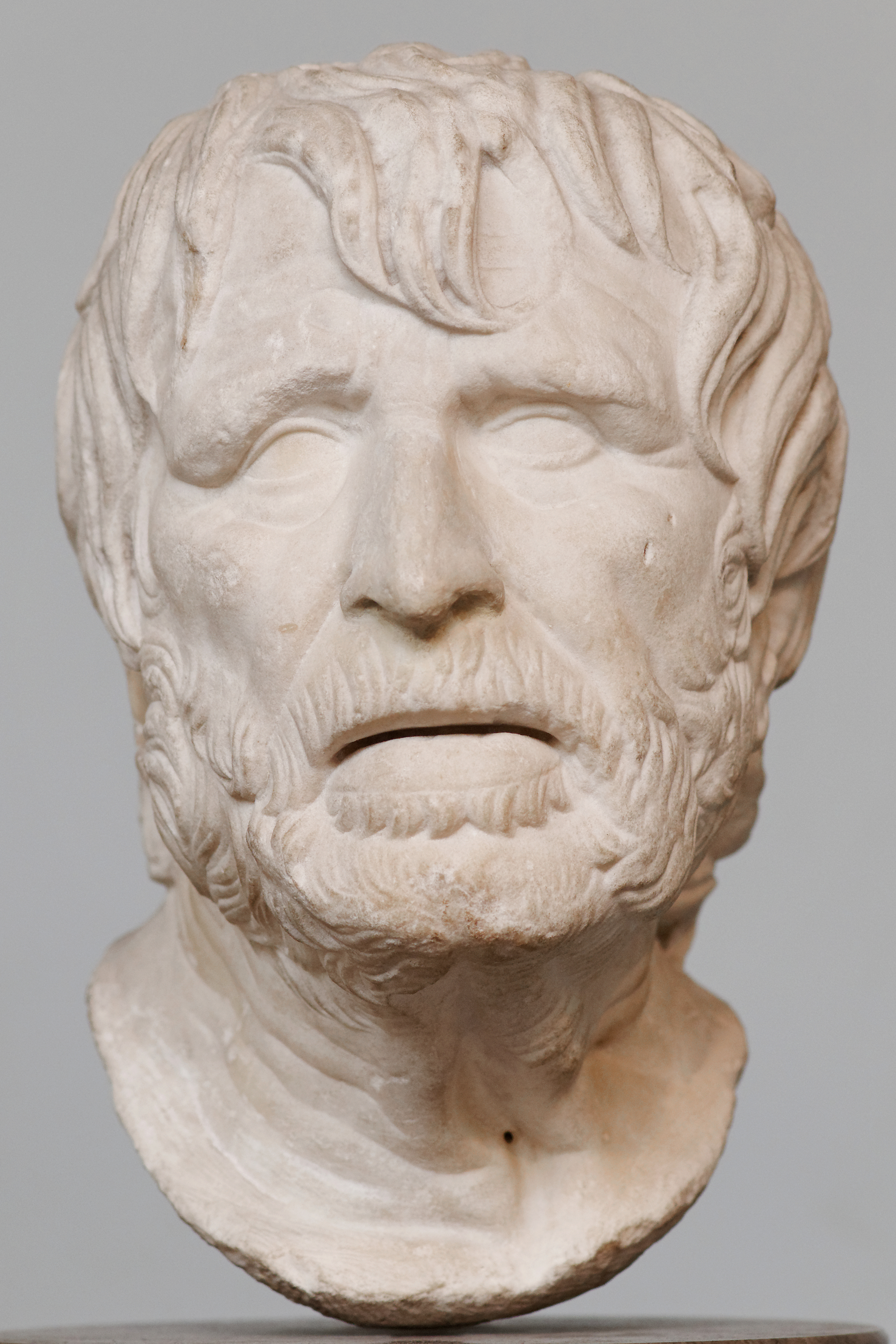
Гесіод — перший відомий давньогрецький поет

## Мистецтво Стародавньої Греції

### Драматургія та театр
Виникнення давньогрецького театру пов'язане зі святами на честь бога виноградарства Діоніса — Діонісіями. Учасники процесій зображали почет Діоніса і, надягаючи козячі шкури, співали і танцювали (слово «трагедія» в перекладі з грецької — «гімн козлів»). На історичне походження театру вказує обов'язкова участь у трагедіях хору, з яким спочатку вступав в діалоги єдиний актор, пізніше кількість акторів збільшилася до трьох. Сполучившись із літературною традицією, театр в класичну епоху з релігійних, народних уявлень перетворився на самостійний вид мистецтва. Театралізовані вистави стали невід'ємною частиною державних свят — Діонісій та Леней. Для них будували грандіозні кам'яні театри, розраховані на тисячі глядачів (театр Діоніса в Афінах, найкраще за інші зберігся амфітеатр в Епідаврі).
Міська влада знаходила хорега (людину, яка забезпечувала фінансування), відбирали постановки і на свій розсуд визначали порядок показу комедій та трагедій. Бідні люди отримували гроші на вхідний квиток. Акторами були виключно чоловіки, вони грали в особливих масках. Маски відображали характер та настрій зображуваного персонажа. Постановником був сам поет. Після закінчення вистав, що тривали декілька днів з ранку до вечора, спеціальні судді визначали найкращих і вручали призи у вигляді грошової премії драматургові й хорегу, лаврової гілки та пам'ятника на честь хорега.
Найбільш уславленими драматургами були трагіки Есхіл, Софокл та Евріпід. Есхіл написав 90 п'єс, 13 разів він перемагав у драматичних змаганнях. Його історична п'єса «Персидці» прославляє перемогу греків у війні із загарбниками. До речі, сам Есхіл брав участь у найбільших битвах. Більшість давньогрецьких п'єс використовують міфологічні сюжети, які автори вільно інтерпретували, виражаючи власні погляди. Есхіл у «Прометеї прикутому» захоплюється мужністю і волелюбністю титана. У Софокла з'являється психологічне мотивування вчинків героїв. Наприклад, в «Антигоні» головна героїня жертвує собою, але виконує етичний обов'язок: всупереч забороні царя ховає загиблого брата. Саме в цій трагедії звучить хор зі знаменитим рефреном: «Багато у світі сил великих, але сильніше за людину немає в природі нічого». Більшість драматичних творів втрачені. Повністю збереглося лише сім п'єс Есхіла, сім — Софокла (написано 123, з них 24 — перемогли на змаганнях), трохи більше — 17 Евріпіда. Евріпід, молодший з трьох великих драматургів, жив вже в епоху кризи, громадянських воєн, зовнішньої небезпеки, що наростала з боку Македонії. Все це і відбилося в його творчості («Медея», «Іполіт»), Арістотель називав Евріпіда «найтрагічнішим серед поетів». Майстром комедії заслужено вважався Аристофан («Хмари», «Оси», «Жаби»). Драматичні твори давніх греків досі залишаються в репертуарі багатьох театрів, вони неодноразово екранізувалися.

### Музика
Важливе місце в житті еллінів займала музика. Образи музикантів представлені в давньогрецькій міфології (Орфей, Пан, Марсій), зображення музикантів збереглися на грецьких вазах та у вигляді скульптур. В Греції існували спеціальні колегії (об'єднання) співаків, музикантів, танцюристів; музика звучала під час урочистостей, ритуалів, ігор, супроводжувала театральні дії. Музичний інструментарій був представлений струнними щипковими (кіфара, ліра) а також духовими інструментами (авлос, флейта Пана).
Давньогрецькими мислителями були вивчені найважливіші акустичні закономірності (Піфагор, Аристоксен), розроблена детальна ладова система та система нотації, разом з тим значне місце в трудах філософів приділено і музично-естетичним та музично-етичним проблемам (Платон, Аристотель). Музична культура стародавніх греків передувала культовій музиці християнської Європи наступних століть (візантійська музика, григоріанський спів) і значною мірою визначила подальший розвиток європейської музики, давши більшості європейських мов також і сам термін — «музика» (від муз).

### Архітектура

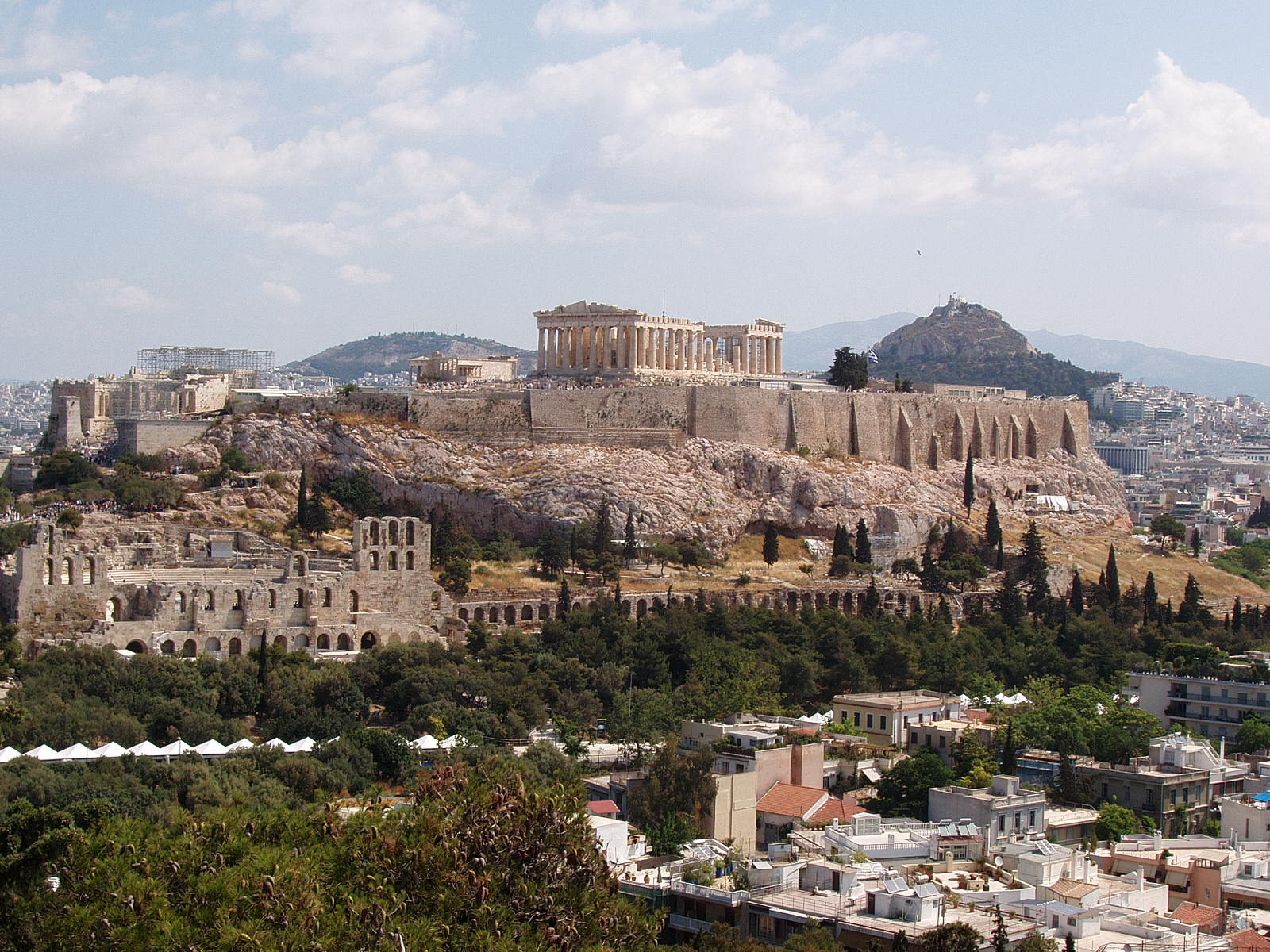
Афінський акрополь

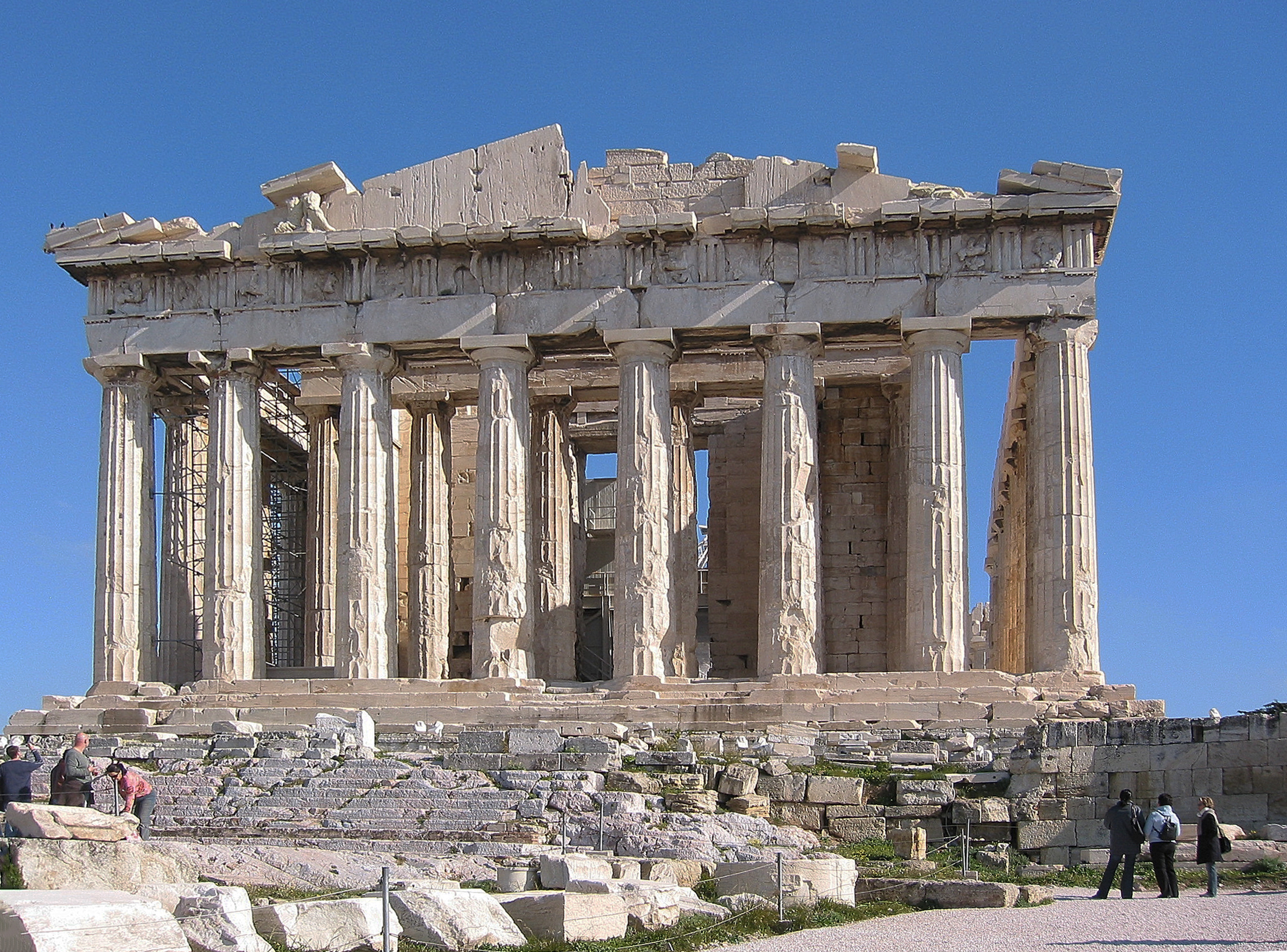
Парфенон

В умовах рабовласницької демократії створюється цілісне середовище міст-держав. Розвивається система регулярного планування міста (Гіпподамова система), з прямокутною сіткою вулиць, площею — центром торгового і суспільного життя. Культовим і архітектурно-композиційним ядром міста був храм, який будувався на вершині акрополя — піднесеної і укріпленої частини міста. Елліни виробили абсолютно інший, ніж у давньосхідної цивілізації, тип храму — відкритий, світлий, що прославляв людину, а не вселяв трепет. Характерно, що в архітектурі присутній людський метричний початок. Математичний аналіз пропорцій давньогрецьких храмів показав, що вони відповідають пропорціям людської фігури. Класичний грецький храм був прямокутним у плані, з усіх сторін оточений колонадою. Дах був двосхилим. Трикутні площини, що утворилися з фасадів — фронтони — як правило, прикрашалися скульптурними зображеннями.
Грецьку архітектуру відрізняє чистота і єдність стилю. Було вироблено три основних архітектурних ордери («ордер» — в перекладі з грецького «порядок») — вони розрізняються типами колон і перекриттів, пропорціями, декоративним оздобленням. Доричний та іонічний стилі виникли у полісний період. Найчепурніший — коринфський ордер — з'являється у добу еллінізму.
Найбільш довершеним архітектурним ансамблем класичної Греції є Афінський акрополь. Він був споруджений у другій половині V століття до н. е. в період найбільшої могутності Афін. Пагорб Акрополіс, що підноситься на 150 м над рівнем моря, здавна був фортецею, а потім місцем головних культових споруд. Однак під час перського нападу всі вони зазнали руйнування. Перикл, що домігся перенесення в Афіни скарбниці Афінського морського союзу, в який входило багато давньогрецьких полісів, став ініціатором грандіозної реконструкції Акрополя. Роботами керував особистий друг Перикла — видатний скульптор Фідій. Відмінна риса цього комплексу — надзвичайна гармонічність, яка пояснюється єдністю задуму і короткими для таких масштабів термінами будівництва (близько 40 років).
Парадний вхід до Акрополя — Пропілеї — зведені архітектором Мнесіклом. Пізніше перед ними на штучно збільшеному виступі скелі був побудований невеликий храм Ніки Аптерос (Ніки Безкрилої) — символ того, що богиня перемоги ніколи не покине місто. Головний храм Акрополя — біломармуровий Парфенон — храм Афіни Парфенос (Афіни Діви). Його архітектори — Іктін і Каллікрат — задумали і спроєктували будову настільки пропорційною, що вона, виділяючись як безумовно найвеличніша споруда комплексу, при цьому своїми розмірами не тяжіє над іншими. У старовину в центрі Акрополя на постаменті, у золотих обладунках, підносилася грандіозна фігура Афіни Паллади (Афіни Воїтельниці) роботи Фідія. Ерехтейон — храм, присвячений Посейдону, який за міфом суперничав з Афіною за право покровительствувати місту. Найзнаменитіший в цьому храмі портик каріатид. Портиком називають відкриту з одного боку галерею, що спирається на колони, а в Ерехтейоні колони замінені шістьма мармуровими фігурами дівчат-каріатид. Римський історик Плутарх, що писав про споруди Акрополя: «.. їх вічна новизна врятувала їх від дотику часу».
Архітектура елліністичних полісів продовжувала грецькі традиції, але нарівні зі спорудженням храмів більше уваги стало приділятися цивільному будівництву — архітектурі театрів, гімназій, палаців елліністичних правителів. Внутрішнє і зовнішнє оформлення будівель стало багатшим і різноманітнішим. До того часу відноситься зведення таких прославлених «чудес світу», як гробниця царя Мавзола в Галікарнасі та Фароський маяк на вході в Александрійську гавань, храм Діонісу у Теосі — творіння Гермогена.

### Образотворче мистецтво

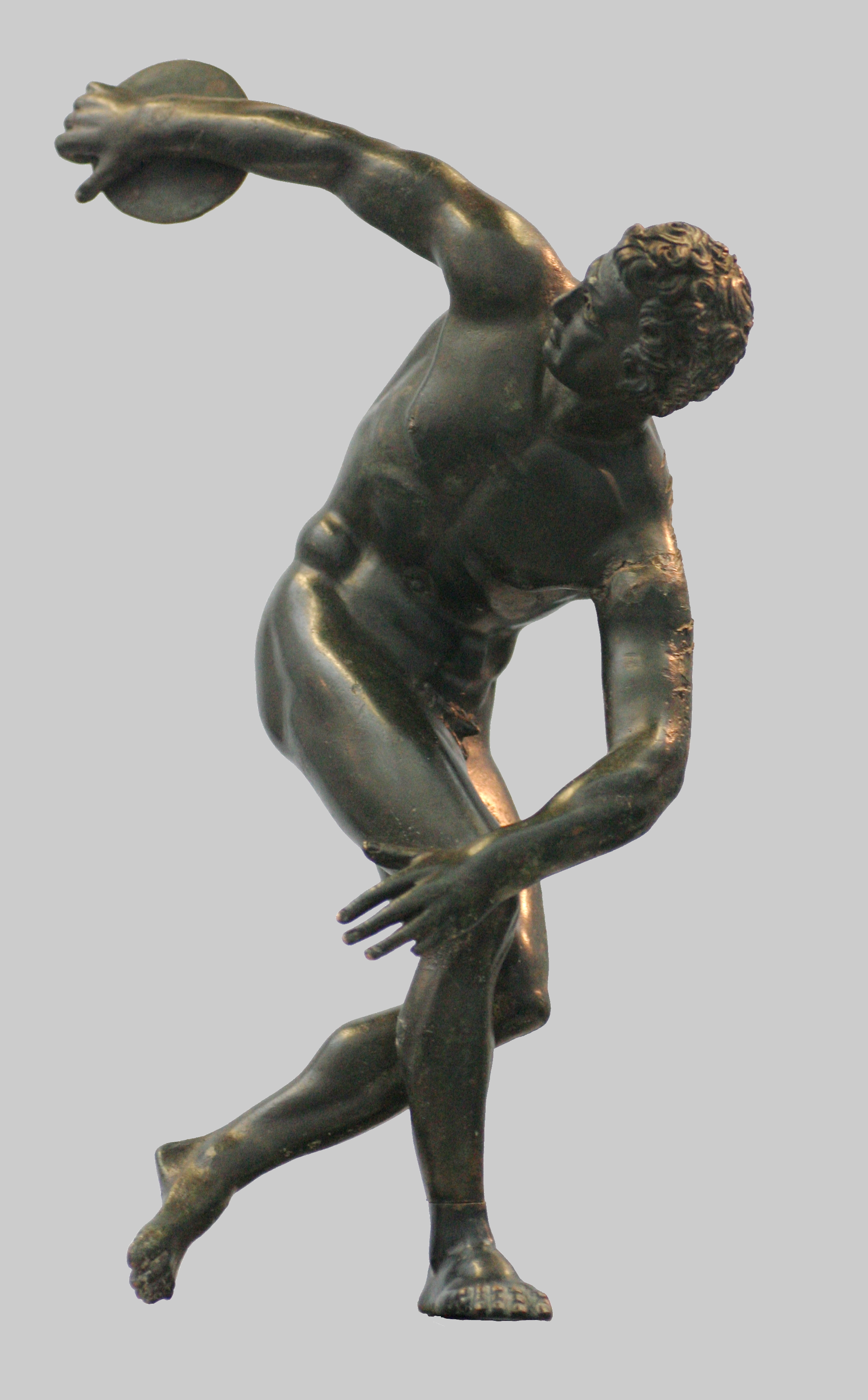
Дискобол, Мирон, Гліптотека, Мюнхен

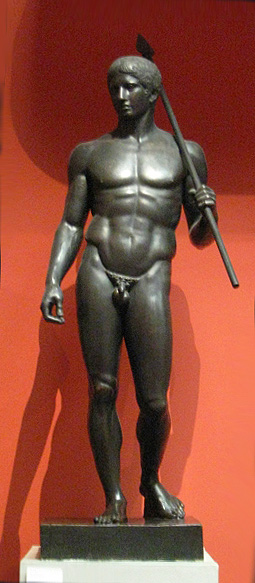
Дорифор, Поліклета Старшого

Див. також: серія статей з теми Давньогрецький вазопис, Скульптура Стародавньої Греції
Скульптура була улюбленим видом мистецтва еллінів. Статуї богів ставилися в храмах і на міських площах, споруджувалися переможцям Олімпійських ігор і великим драматургам. Оволодіння, дуже поступове, досконалістю у цьому виді мистецтва сходить до архаїчних часів. Археологами знайдені десятки дуже схожих одна на одну архаїчних статуй двох типів, так звані, куроси — статуї оголених юнаків і кори — задраповані жіночі статуї. Ці фігури виглядають ще дуже скуто, можна побачити тільки спроби передати живий рух.
Шедеври скульптури, якими не втомлюється захоплюватися людство, дала світу епоха давньогрецької класики. Сучасниками були великі майстри Фідій, Мирон, Поліклет із Аргоса. Фідія сучасники називали «творцем богів». До нас його головні роботи не дійшли, судити про них можна лише за захопленими описами і римськими копіями. Статуя Зевса, облицьована золотом і слоновою кісткою, в головному храмі Зевса в Олімпії була справедливо зарахована сучасниками до семи чудес світу. Він же створив видатні барельєфи і скульптури Парфенона, в тому числі головну статую — Афіни Парфенос (Афіна-діви).
Мирон досяг висот у прагненні передати у скульптурному зображенні руху людини. У його знаменитому Дискоболі вперше у мистецтві розв'язане завдання передачі моменту переходу від одного руху до іншого, подолана статичність. У той же час відповідно до загального естетичного ідеалу, обличчя атлета скульптор зображає абсолютно спокійним.
Поліклету належить цикл статуй атлетів — переможців Олімпійських ігор. Найвідоміша фігура — Дорифор (юнак зі списом). Поліклет теоретично узагальнив досвід своєї майстерності в трактаті «Канон». Найпрославленішим творцем жіночих скульптурних образів був Пракситель. Його Афродіта Кнідська викликала безліч наслідувань. Пропорційність класичних скульптур стала зразком для майстрів багатьох епох.
Епоха завоювання Александра Македонського, подальшого краху його імперії, сповнена пристрастей, злетів і падінь людських доль, цілих держав, принесла нову атмосферу у мистецтво. Якщо порівнювати скульптури епохи еллінізму з попереднім, класичним періодом, то їх вигляд втратив незворушність, спокій. Художників (Апеллеса, Протогена та ін.)почали цікавити душевні пориви, метання людей, їх стан у трагічні моменти (наприклад, скульптурна група Лаокоон). З'являються скульптурні портрети, що передають індивідуальні риси. Яскравою була творчість Скопаса (до нас зберігся скульптурний портрет Александра Македонського). Успіхи науки розширили технічні можливості мистецтва. Одне з «семи чудес світу» — Колос Родоський, що являв собою бронзову статую бога Сонця Геліоса (висота колоса була близько 35 м).
Живописні твори (фрески, картини) час не зберіг, але про їх рівень дозволяє судити чудовий вазовий живопис. Із вдосконаленням керамічної технології ріс її художній рівень: для архаїки характерний, так званий, чорнофігурний стиль зображення (малювалися темні фігури на світлому фоні), який у класичну епоху змінився червонофігурним, що зробив зображення реалістичнішими.